# Rhabdosargus holubi
Rhabdosargus holubi — вид окунеподібних риб родини Спарові (Sparidae). Це морський, тропічний вид, що мешкає на глибині до 100 м. Зустрічається на заході Індійського океану біля берегів Східної Африки та в Червоному морі. Тіло завдовжки до 35 см. Живиться на піщанному ґрунті різноманітними безхребетними.